# Holden Beach
Holden Beach är en ort i Brunswick County i North Carolina. Enligt 2010 års folkräkning hade Holden Beach 575 invånare.